# Le Grand Voyage (film, 2004)
Pour les articles homonymes, voir Le Grand Voyage.
Pour plus de détails, voir Fiche technique et Distribution.
Le Grand Voyage (titre arabe الرحلة الكبرى, Al Rihlat al kabir) est un film franco-marocain d'Ismaël Ferroukhi sorti en 2004.

## Synopsis
Reda est un jeune homme sur le point de passer son bac dans le Sud-Est de la France. Parce que son frère s’est vu retirer son permis de conduire, c’est à lui que le père impose un sacrifice : il doit le conduire en voiture à la Mecque pour son pèlerinage. Les deux hommes que tout sépare partent donc pour un long voyage à travers            l’Europe : autant d’occasions de disputes, de timides rapprochements et de rencontres étonnantes.

## Fiche technique
- Titre arabe : الرحلة الكبرى, Al Rihlat al kabir
- Titre français : Le Grand Voyage
- Réalisation : Ismaël Ferroukhi
- Scénario : Ismaël Ferroukhi
- Production : Humbert Balsan pour Ognon Pictures, Arte France, Les Films du passage, Soread-2M, Casablanca Film Production
- Musique : Fowzi Guerdjou enregistrement Remote Controle Production - mixage Ferber
- Photographie : Katell Dijan
- Montage : Tina Baz Legal
- Date de sortie : 7 septembre 2004 (mostra de Venise), 24 novembre 2004 (France), 9 décembre 2004 (festival de Marrakech)
- Pays d'origine :  France  Maroc
- Langue originale : arabe, français
- Genre : drame
- Format : couleur - 1,85:1
- Durée : 108 minutes
- Tous publics

## Distribution
- Nicolas Cazalé : Réda
- Mohammed Majd : le père
- Jacky Nercessian : Mustapha
- Kamel Belghazi : Khalid
- Atik Mohammed : le pèlerin Ahmad
- Malika Mesrar El Hadaoui : la mère
- Ghina Ognianova : la vieille femme
- Diyan Machev : l’homme bavard

## Distinctions
- Prix Luigi de Laurentiis du Meilleur premier film à la Mostra de Venise 2004.
- Prix du meilleur film au Festival international du film de Mar del Plata en 2005[1].